# Lautenbach (Ortenaukreis)

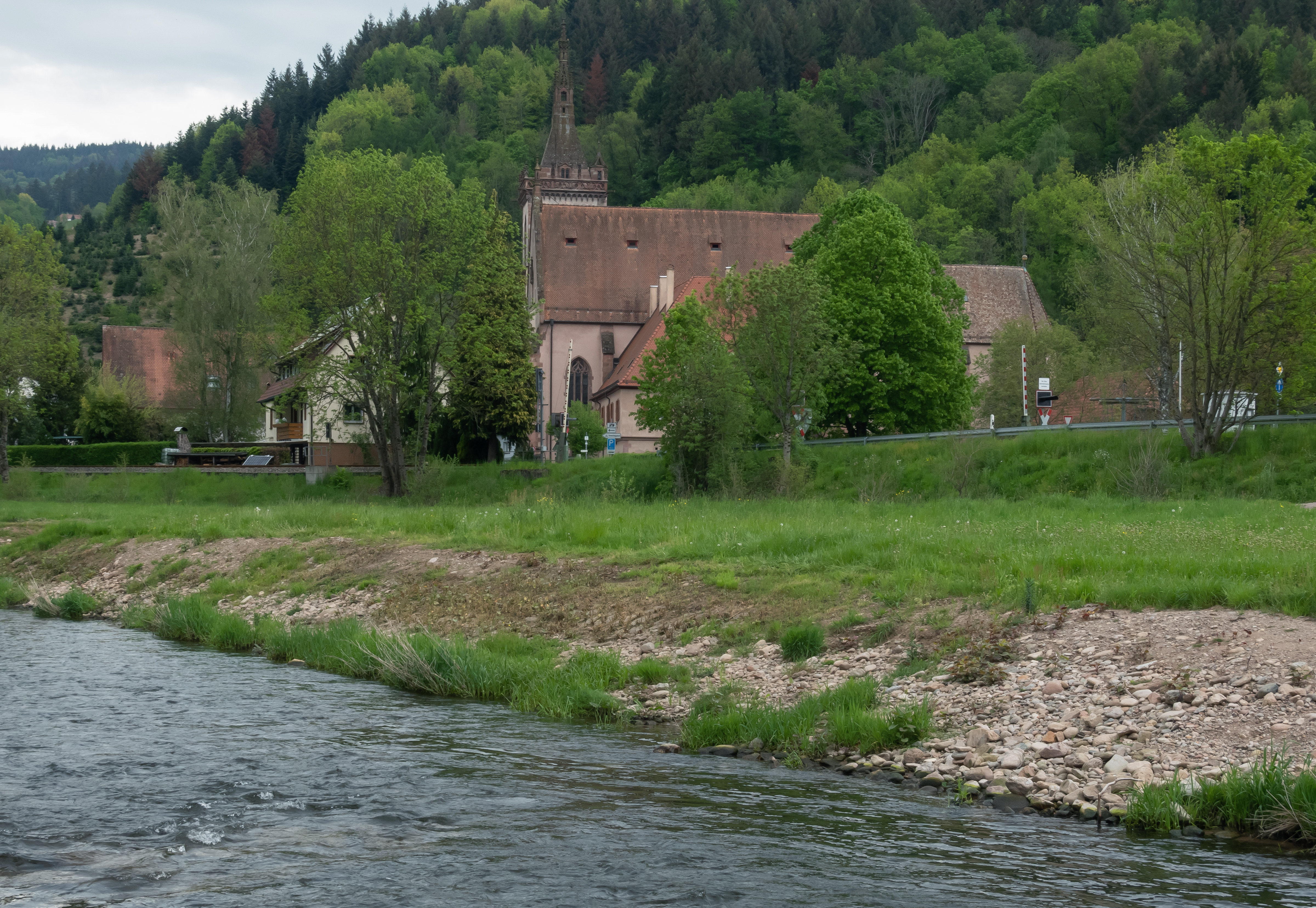
Der Fluss Rench und die Kirche Mariä Krönung

Lautenbach ist eine Gemeinde im Ortenaukreis in Baden-Württemberg.

## Geografie

### Lage
Lautenbach liegt am Eingang des Renchtals im nördlichen Schwarzwald. 
Mehr als zwei Drittel der Gemeindefläche besteht aus Wäldern.

### Nachbargemeinden
Die Gemeinde grenzt  an Kappelrodeck,  Ottenhöfen,  Stadt Oppenau und  an die Stadt Oberkirch.

### Gemeindegliederung
Zur Gemeinde Lautenbach gehören die Dörfer Lautenbach und (Hinter und Vorder) Winterbach mit Lierbach, die Weiler Hohenrain, Hubacker, Sendelbach, Unter-Rüstenbach, die Siedlung Bergwerk-Siedlung, der Zinken Ober-Rüstenbach, die Höfe Allerheiligensteig, Altschmatt, Braunberg, Hoferers Dobel, Oberhof, Otschenfeld, (Unterer) Sohlberg, Spitzenberg, Steighof, Sulzbach und Waldmühle und die Wohnplätze Elektrizitätswerk und Forsthaus im Herrschaftswald. Im Gemeindegebiet liegen die abgegangenen Ortschaften Zur Birken, Hochberg, Sauhof und Trudkindesberge.

## Geschichte

### Bis zum 18. Jahrhundert
Im Jahre 1233 wurde in einer Urkunde des Klosters Allerheiligen das Hofgut Lautenbach erwähnt, andere Güter im unteren Renchtal wurden bereits im 10. Jahrhundert erwähnt. Es entwickelte sich jedoch keine geschlossene Siedlung, sondern Lautenbach blieb über Jahrhunderte eine Ansammlung von Weilern und Gehöften in Streulage. Von 1316 bis 1803 gehörte der Ort zum Bistum Straßburg, weshalb er auch heute noch römisch-katholisch geprägt ist. 

### 19. und 20. Jahrhundert
Im Jahr 1803 kam Lautenbach mit den übrigen rechtsrheinischen Besitzungen des Hochstifts Straßburg zum Kurfürstentum Baden. 
1815 wurde Lautenbach eine selbständige Kommune, die lange zum Landkreis Offenburg gehörte und mit diesem 1973 im neuen Ortenaukreis aufging. Bei der Kommunalreform der 1970er Jahre konnte die Gemeinde ihre Selbständigkeit erhalten. 

### 21. Jahrhundert
Im Jahr 2007 gab es ein Bürgerbegehren zur Aufgabe der Selbständigkeit und zum Anschluss der Gemeinde Lautenbach an Oberkirch. Der Volksentscheid führte aber zu einer knappen Mehrheit (52 %) für die Beibehaltung der Selbständigkeit. 

### Einwohnerentwicklung
Einwohnerzahlen nach dem jeweiligen Gebietsstand
| Jahr | Einwohner |
| ---- | --------- |
| 1961 | 1660      |
| 1970 | 1864      |
| 1991 | 1857      |
| 1995 | 1877      |
| 2005 | 1908      |
| 2010 | 1864      |
| 2015 | 1832      |
| 2020 | 1901      |

## Politik

### Verwaltungsgemeinschaft
Die Gemeinde gehört der Vereinbarten Verwaltungsgemeinschaft der Stadt Oberkirch an.

### Gemeinderat
Die Wahl zum Gemeinderat am 9. Juni 2024 führte bei einer Wahlbeteiligung von 69,2 % zu folgendem Ergebnis:
| Partei/Liste            | 2024          | 2024   | 2019          | 2019   |
| Partei/Liste            | Stimmenanteil | Sitze  | Stimmenanteil | Sitze  |
| ----------------------- | ------------- | ------ | ------------- | ------ |
| Bürgerliste             | 64,7 %        | 6      | 38,1 %        | 4      |
| CDU                     | 35,3 %        | 4      | 36,3 %        | 4      |
| BI „Zukunft Lautenbach“ | --            | --     | 25,6 %        | 2      |
| Wahlbeteiligung         | 69,2 %        | 69,2 % | 68,6 %        | 68,6 % |

### Bürgermeister
- 1945–1976: Josef Müller (kommissarisch, eingesetzt durch die französische Besatzungsmacht)
- 1976–2000: Richard Bißdorf (CDU / Freie Wähler)
- 2000–2015: Karl Bühler (CDU)
- 2015 bis heute: Thomas Krechtler (CDU)

### Patenschaften
Ein Fahrzeug der Ortenau-S-Bahn trägt den Namen von Lautenbach.

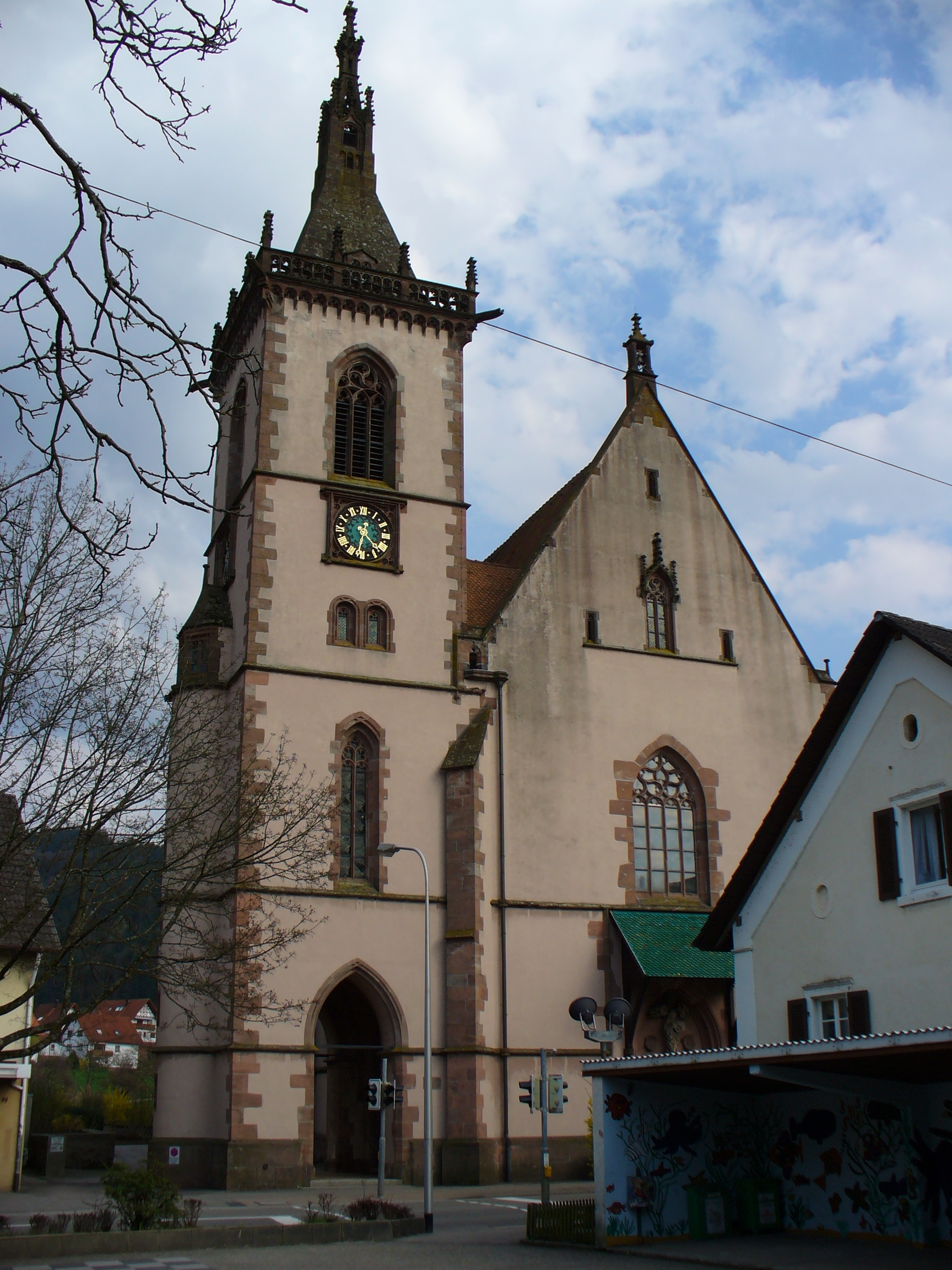
Wallfahrtskirche Maria Krönung
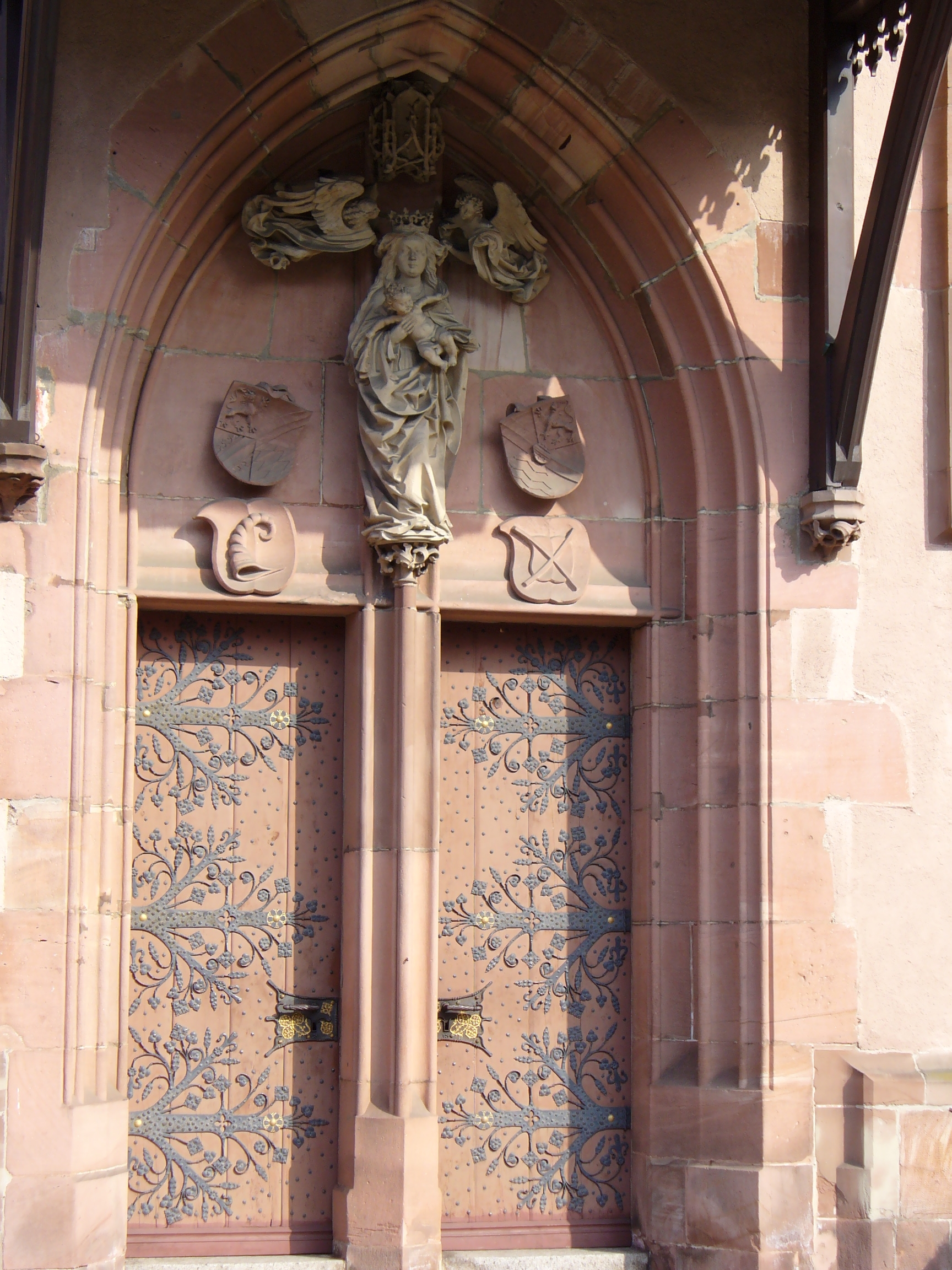
Eingang der Wallfahrtskirche

## Kultur und Sehenswürdigkeiten
Das Wahrzeichen Lautenbachs ist die zwischen 1471 und 1488 erbaute spätgotische Wallfahrtskirche Mariä Krönung. Als Baumeister schuf Hans Hertwig eine anspruchsvolle Architektur, bei der die Netzgewölbe besonders herauszuheben sind. Die spätgotischen Glasmalereien entstammen der Werkstatt des Peter Hemmel von Andlau. Die Tafelbilder des gotischen Flügelaltars wurden von einem unbekannten Künstler geschaffen, der oft als Meister des Lautenbacher Hochaltars bezeichnet wird.
Ein besonderes Zeichen für den tief verwurzelten Glauben ist die große Zahl an Marien-Bildstöcken, die sich überall in der Lautenbacher Gemarkung finden.

## Wirtschaft und Infrastruktur
Lautenbach wandelte sich nach dem Zweiten Weltkrieg von einer rein bäuerlich geprägten Gemeinde zu einer Wohngemeinde mit mehreren hundert Auspendlern in die Industrie- und Gewerbestandorte der Umgebung. Hinzu kam der Tourismus im Renchtal, an dem die Gemeinde mit 20.000 Übernachtungen im Jahr einen guten Anteil für sich verbuchen kann.

### Weinbau
Die Landwirtschaft Lautenbachs ist durch Wein- und Obstbau geprägt. Die Lagen gehören zur Weinbauregion Ortenau im Weinbaugebiet Baden. 2001/02 stellte Lautenbach mit Andrea Vogt erstmals die badische Weinkönigin. Das Gemeindewappen weist auf den Weinbau hin.

### Verkehr
Die Gemeinde ist mit der Renchtalbahn (Offenburg–Bad Griesbach) mit vielen Orten der Ortenau verbunden und liegt im Tarifverbund Ortenau. Den SPNV führt die SWEG Südwestdeutsche Landesverkehrs-AG durch, welche ihre Züge als Ortenau-S-Bahn vermarktet. Außerdem liegt die Gemeinde an der Bundesstraße 28.

### Bildung
In Lautenbach gibt es mit der Abt-Wilhelm-Schule eine Grundschule. Außerdem gibt es einen römisch-katholischen Kindergarten sowie den Naturgarten Sonnenkinder. Alle weiterführenden Schulen befinden sich in den umliegenden Städten.